# Святой Николай (фрегат, 1790)
«Святой Николай» — 44-пушечный корабль, а затем фрегат Черноморского флота Российской империи.

## Описание фрегата
Парусный фрегат одного из наиболее многочисленных подклассов фрегатов в Российском флоте, строившихся начиная с последней четверти XVIII века до середины XIX века. С 1789 года в Российском флоте был введен ранг 44-пушечных фрегатов, и с этого времени все фрегаты, имевшие от 40 до 46, а затем и более орудий, числились 44-пушечными. Назван в честь взятия 6 декабря 1788 года русскими войсками турецкой крепости Очаков в день Святого Николая.
Водоизмещение судна составляло 1840 тонн, длина — 45,7 метра, ширина — 13 метров, а осадка по различным данным от 4,6 до 6 метров. Экипаж фрегата состоял из 437 человек. Вооружение по состоянию на 1790 год состояло их двадцати двух 24-фунтовых медных пушек и четырёх 1-пудовых медных «единорогов» на деке, двадцати 18-фунтовых медных пушек и четырёх 7-фунтовых медных пушек на шканцах и баке. При этом 24- и 18-фунтовые медные пушки были взяты из осадной артиллерии, а 7-фунтовые — из трофейных турецких. К 1798 году 7-фунтовые пушки с фрегата были сняты.

## История службы
Фрегат был заложен на стапелях в Николаеве 5 января (по другим данным 6 января) 1790 года и после спуска на воду 25 августа того же года вошёл в состав Черноморского флота в качестве корабля. Строительство вели корабельные мастера А. П. Соколов  и И. В. Должников.

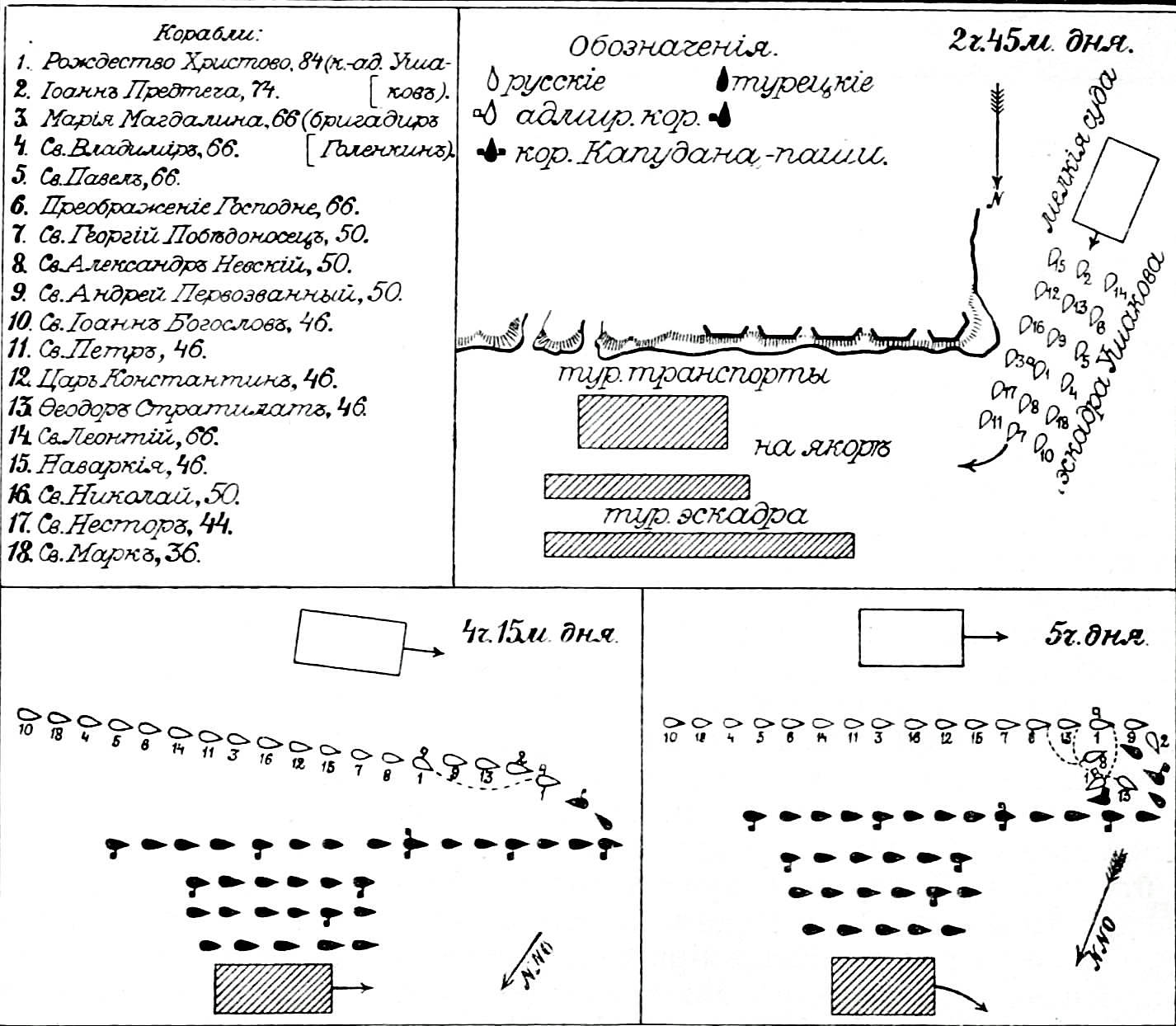
Битва при Калиакрии 1791 (из статьи «Калиакрия» «Военная энциклопедия Сытина»). Св. Николай в ордере русских показан позицией 16.

29 ноября 1790 года перешёл из Николаева в Севастополь. Принимал участие в русско-турецкой войне 1787—1791 годов. 10 июля 1791 года вышел на поиск флота противника в составе эскадры контр-адмирала Ф. Ф. Ушакова. 11 июля у Балаклавы русские суда обнаружили противника и до 15 июля фрегат в составе эскадры принимал участие в преследовании турецких судов, пытаясь принудить их к бою, но противнику удалось уклониться от боя, а в ночь на 16 июля уйти от преследования. 19 июля вместе с эскадрой вернулся в Севастополь, а 29 июля вместе с ней вышел по направлению к румелийскому берегу. 31 июля (11 августа) 1791 года участвовал в сражении при Калиакрии под командованием капитана второго ранга Львова в составе той же эскадры. За храбрость, проявленную в этом сражении, командир фрегата «Святой Николай» был награждён золотой шпагой. После сражения крейсировал у Варны, а 20 августа вместе с эскадрой вернулся в Севастополь. 
В 1792 и 1793 годах находился в Севастополе и в 1793 году был переквалифицирован во фрегаты. С 1794 по 1797 год и в мае 1798 года выходил в практические плавания в Чёрное море в составе эскадр.
Принимал участие в войне с Францией 1798-1800 годов. 13 августа 1798 года вышел из Севастополя в Средиземное море в составе эскадры вице-адмирала Ф. Ф. Ушакова для совместных действий с турецким флотом против Франции и 24 августа эскадра прибыла в Буюк-дере. 20 сентября русско-турецкая эскадра вышла из пролива Дарданеллы в Архипелаг. 30 сентября корабли эскадры подошли к острову Цериго и начали бомбардировку крепости Капсала, 1 октября крепость капитулировала. 13 октября эскадра прибыла к острову Занте, и на следующий день крепость острова капитулировала. На фрегате с острова Занте в Константинополь были доставлены пленные французы. 31 октября эскадра подошла к острову Святой Мавры бомбардировала крепость и высадила десант, а 2 ноября крепость капитулировала. 9 ноября эскадра подошла к Корфу и установила блокаду крепости с моря. 18 февраля 1799 года фрегат принял участие в штурме Корфу, вёл бомбардировку батареи № 2 на острове Видо и высадил десант. 15 апреля в составе отряда капитана 2-го ранга А. А. Сорокина ушёл из Корфу к южному берегу Италии. 23 апреля отряд подошел к Бриндизи, где с кораблей был высажен десант, захвативший городскую цитадель. 1 мая корабли отряда подошли к городу Мола, и после обстрела береговых укреплений город капитулировал. 2 мая с кораблей отряда был высажен десант у Бари, а 9 мая в Манфредонии. 23 июня фрегат вместе с отрядом вернулся в Корфу. 24 июля фрегат вышел из Корфу для совместных действий с английским флотом в составе эскадры Ф. Ф. Ушакова и 3 августа прибыл в Мессину. 19 августа в составе отделившегося от эскадры отряда А. А. Сорокина ушёл в направлении Неаполя для поддержки операций десантного отряда капитана 2-го ранга Г. Г. Белли, куда прибыл 25 августа.
14 октября фрегат был введен в гавань Неаполя и поставлен на килевание. В январе 1800 года был получен приказ Ф. Ф. Ушакова о возвращении отряда в Корфу, но по просьбе неаполитанского правительства и с Высочайшего повеления, фрегат остался в Неаполе. После возвращения русской эскадры в Россию, «Святой Николай» остался в Италии в составе отряда кораблей под командованием капитана второго ранга Сорокина.
Корпус фрегата прогнил и 12 апреля 1801 года его вывели из состава флота. 26 июля 1802 года его продали в Неаполе за 11 460 дукатов, а пушки с фрегата были погружены на борт фрегата «Михаил», который доставил их на Корфу.

## Командиры фрегата
В разное время командирами судна служили:
- М. Л. Львов (1790—1791 годы).
- К. А. Ахматов (1792—1793 годы).
- П. А. Данилов (1794—1797 годы).
- П. П. Марин (1798—1802 годы).